# Lisamaria Meirowsky
Lisamaria Meirowsky (* 17. September 1904 in Graudenz; † 9. August 1942 in Auschwitz) war eine deutsche Dermatologin und Kinderärztin.

## Leben

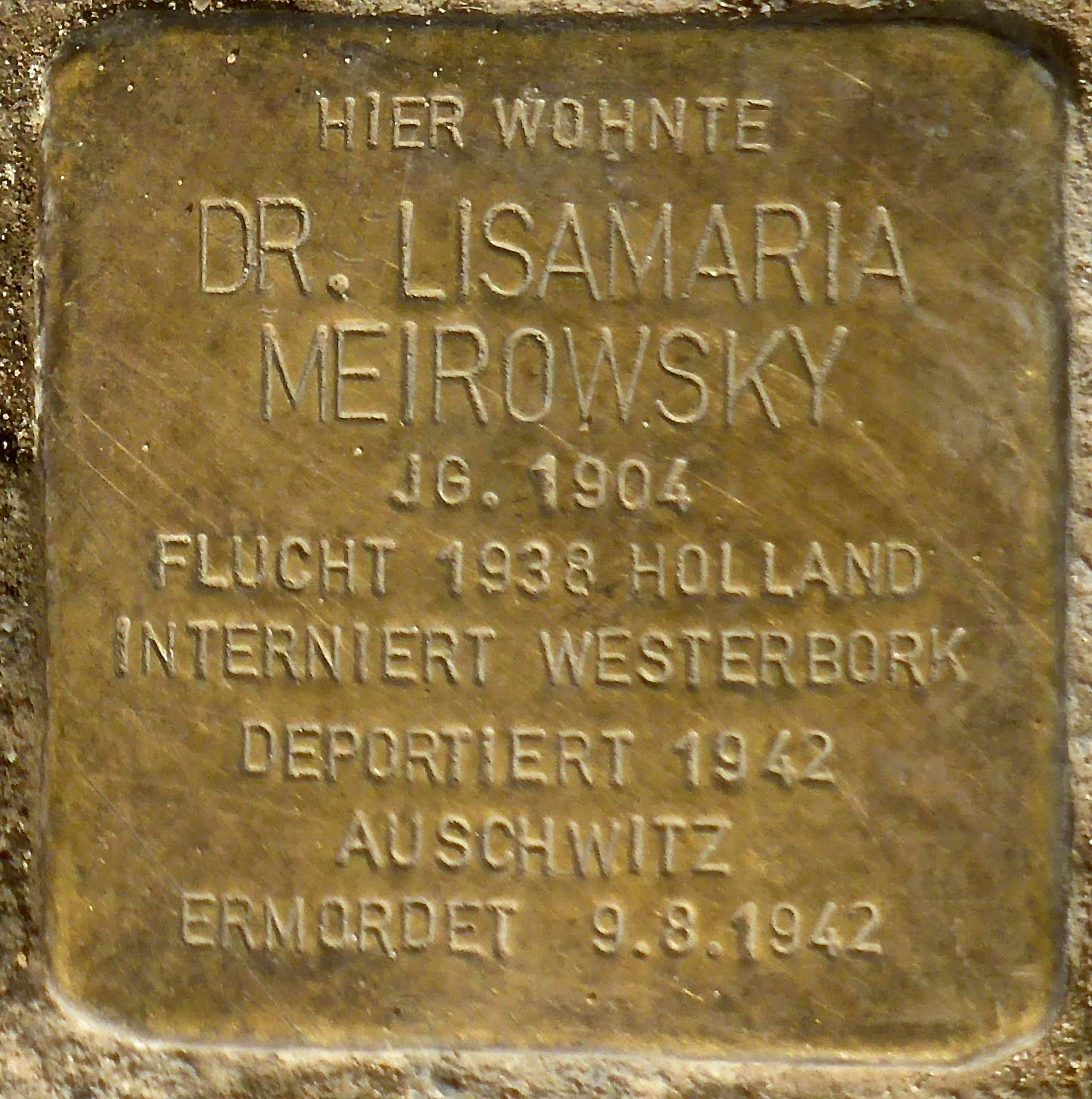
Stolperstein für Lisamaria Meirowsky (Fürst-Pückler-Straße 42)

Lisamaria Meirowsky war die Tochter des Dermatologen Emil Meirowsky, der 1908 eine Praxis in Köln-Lindenthal eröffnete. Nach dem Abitur in Köln, begann sie 1923 mit dem Medizinstudium an der Friedrich-Wilhelms-Universität Bonn. Im Jahr 1925 ging sie für zwei Jahre nach München zur Fortsetzung ihres Medizinstudium. Zurück in Bonn, schloss sie 1929 ihr Studium ab. Sie wurde 1933 an der Ludwig-Maximilians-Universität München promoviert. Der Titel der Dissertation auf dem Gebiet der Dermatologie lautete Über das Krankheitsbild des Erythema palmoplantare symmetricum hereditarium. Nach einer langen Krankheit ging sie 1933 nach Rom, promovierte auf dem Gebiet der Kinderheilkunde und machte dort Bekanntschaft mit dem Dominikaner Franziskus Maria Stratmann. Sie konvertierte am 15. Oktober 1933 vom Judentum zum Katholizismus und nahm im dritten Orden des hl. Dominikus den Namen Maria Magdalena Dominika an.
1938 ging sie, als „Nichtarierin“ verfolgt, zusammen mit dem Dominikaner P. Stratmann nach Utrecht in die Niederlande. Im Oktober 1941 tauchte sie in der Trappistinnenabtei Unserer Lieben Frau von Koningsoord bei Tilburg unter, wo sie als Ärztin und Pförtnerin arbeitete. Am 26. Juli 1942 ließ der  Erzbischof von Utrecht, Jan de Jong, einen Hirtenbrief gegen das Vorgehen der Deutschen gegen die Juden verlesen. Als Reaktion darauf wurden am 2. August 1942 244 zum Katholizismus konvertierte ehemalige Juden, unter ihnen Lisamaria Meirowsky und die Geschwister Edith und Rosa Stein, von der Gestapo verhaftet und wahrscheinlich am 4. August 1942 in das KZ Westerbork deportiert. Von dort aus wurden sie am 7. August 1942 in das KZ Auschwitz gebracht und am 9. August ermordet. Einen letzten Brief, in dem sie das Martyrium als erwiesene Gnade Gottes annahm, richtete sie an ihren Beichtvater.

## Gedenken
Die katholische Kirche nahm Lisamaria Meirowsky als Glaubenszeugin in das deutsche Martyrologium des 20. Jahrhunderts auf. Im Mai 2014 wurde vor ihrem letzten Wohnort in Köln-Lindenthal in der Fürst-Pückler-Straße 42 von Schülerinnen und Schülern des Irmgardis Gymnasiums in Köln ein Stolperstein verlegt.

## Veröffentlichung
- Über das Krankheitsbild des Erythema palmoplantare symmetricum hereditarium, Springer, Berlin 1933